# Delosperma obtusum
Delosperma obtusum är en isörtsväxtart som beskrevs av L. Bol.. Delosperma obtusum ingår i släktet Delosperma, och familjen isörtsväxter. Inga underarter finns listade i Catalogue of Life.